# 남양주다산중학교
남양주다산중학교(南楊州茶山中學校)는 대한민국 경기도 남양주시 다산동에 있는 공립 중학교이다.

## 학교 연혁
- 2018년 9월 1일 : 다산중학교 개교(7학급 편성)
- 2018년 9월 1일 : 초대 서건석 교장 취임
- 2019년 1월 11일 : 제1회 졸업식 (34명)
- 2019년 3월 4일 : 2019학년도 신입생 입학 (288명)
- 2022년 9월 1일 : 제3대 전명숙 교장 부임
- 2024년 1월 5일 : 제6회 졸업(490명)
- 2024년 3월 4일 : 제6회 입학(411명)
- 2024년 9월 1일 : 제4대 박복연 교장 부임

## 참고 자료
- 남양주다산중학교 - 한국교육학술정보원 학교알리미